# ガッチャンコHBC
「ガッチャンコHBC」は、北海道放送（HBC）で2014年6月6日より金曜深夜に放送されている番組宣伝番組。
主に女子アナ二人一組で台本のないトークと番組宣伝を行う。
日曜昼間に放送される「日曜版ガッチャンコHBC」、年始、夏休みの特番、ネット配信の「女子アナ♡裏ガッチャンコ」については後述する。

## 出演者
- 世永聖奈（HBCアナウンサー、MC、2018年3月31日 - ）[2]
  - HBC女性アナウンサーが交互に出演する。

## 過去の出演者

### 開始 - 2017年3月
- 大栗麻未（現フリーアナウンサー、MC）
  - HBC女性アナウンサーが交互に出演する。

### 2017年4月 - 2018年3月
- 金城茉里奈（HBCアナウンサー、MC）
  - HBC女性アナウンサーが交互に出演する。

## 日曜版ガッチャンコHBC
2016年4月3日からスタート。主に女子アナ二人一組で1分ノーカットで番組宣伝を行う。

## 出演者
- 世永聖奈（HBCアナウンサー、2018年4月1日 - ）[2]
  - HBC女性アナウンサーが交互に出演する。

## 過去の出演者

### 開始 - 2017年3月
- 大栗麻未（現フリーアナウンサー）
  - HBC女性アナウンサーが交互に出演する。

### 2017年4月 - 2018年3月
- 金城茉里奈（HBCアナウンサー）
  - HBC女性アナウンサーが交互に出演する。

## 年始特番
2015年1月から、4年連続放送時間を30分に拡大し放送している。

### 放送内容

#### 2015年
レギュラー放送の総集編がメインとなっている。

#### 2016年
当時の「今日ドキッ!」女性キャスター、高橋、室谷、大栗が「黒ひげ危機一髪」対決を行う。

#### 2017年
レギュラー番組（金曜深夜）に男性アナウンサーが出演できないことに対し、堀啓知アナウンサーが乱入する。

### 2018年
ジャージと半纏という衣装は踏襲するが、森田絹子アナウンサーは「新人にはまだ早い」という理由で3人とは異なる衣装を着ている。

## 夏休み特番
2015年から、HBCが主催し、五味弘文がプロデュースするお化け屋敷に潜入する特別編。女子アナ数名が体を張ってリポートをする。

## 女子アナ♡裏ガッチャンコ
2015年4月2日から、毎週金曜もしくは隔週金曜に金曜深夜に放送された本編に未公開シーンを追加した作品が、YouTubeのHBC 北海道放送チャンネル上にアップデートされる。
2018年10月20日現在、158本の動画がアップされ、視聴回数は34万回を超える。

2018年7月9日、自社サイトのリニューアルに伴って開始した、「もんすけTV（ティーヴィー）」内で一部作品を公開している。